# Stanley Rous
Stanley Ford Rous (Mutford (Suffolk), 25 april 1895 - Paddington, 18 juli 1986) was een Engelse voetballer, scheidsrechter en sportbestuurder, uiteindelijk voorzitter van de wereldvoetbalbond FIFA.

## Carrière
Van oorsprong was sir Stanley Rous sportleraar op Watford Boys Grammar School (waar hij, opvallend genoeg, bereikte dat de hoofdsport gewijzigd werd van voetbal naar rugby). Rous speelde amateurvoetbal als keeper.

## Scheidsrechter
Hij begon zijn scheidsrechterscarrière in 1927 voor de Football League, voornamelijk wedstrijden in de tweede divisie en in de beide Derde Divisies Noord en Zuid.
Zijn eerste interland was de wedstrijd België - Nederland in de Bosuil, Antwerpen, op 13 maart 1927 (2-0). Hij floot ook de FA Cup finale op 28 april 1934 op Wembley. (Manchester City - Portsmouth 2-1). Een dag later stopte hij met fluiten. In totaal floot hij 36 internationale wedstrijden.

## Bestuurder
Hij werd secretaris van de Engelse voetbalbond FA (1934-1962), en voorzitter van de FIFA (1961-1974). Bij zijn afscheid van deze functie werd hij erevoorzitter van de FIFA.
Rous droeg bij aan de ontwikkeling van het voetbal door belangrijke bijdragen aan de wijziging van de spelregels in 1938, waardoor ze vereenvoudigden en gemakkelijker te begrijpen werden. Hij voerde ook de 'diagonaal' in, waarop scheidsrechters de wedstrijd overzien.

## Nalatenschap
De kortlevende Rous Cup was naar hem genoemd, en de Rous Tribune van het Watford FC-stadion Vicarage Road. Hij was voorzitter voor het leven van Queens Park Rangers.
Robert Guérin (1904–1906) · 
Daniel Burley Woolfall (1906–1918) · 
Jules Rimet (1921–1954) · 
Rodolphe William Seeldrayers (1954–1955) · 
Arthur Drewry (1955–1961) · 
Sir Stanley Rous (1961–1974) · 
João Havelange (1974–1998) · 
Sepp Blatter (1998–2015) · 
Issa Hayatou (2015–2016) · 
Gianni Infantino (2016–heden)